# Jiangzhou
O Jiangzhou (em chinês tradicional: 江州區; chinês simplificado: 江州区; pinyin: Jiāngzhōu; zhuang:Gyanghcouh) é um distrito da Chongzuo, localidade situada ao sul da Regiao Autónoma Zhuang de Quancim, na República Popular da China. Ocupa uma área total de 2.951 Km². Segundo dados de 2010, Jiangzhou possuí 347.800 habitantes, 83.5% das pessoas que pertencem ao grupo étnico Zhuang.